# Vault Playlist, Vol. 1
Vault Playlist Vol. 1 é um extended play da cantora, compositora e produtora norte americana Alicia Keys, lançado em 7 de abril de 2017 pela RCA Records. O EP contém uma versão acústica de "No One" (2007) de seu terceiro álbum de estúdio, As I Am (2007), uma música inédita "A Place to Call My Own", "If I Ain't Got You"(2004) versão piano de seu segundo álbum de estúdio, The Diary of Alicia Keys (2003), "Stolen Moments", lançado anteriormente como versão ao vivo em Unplugged (2005) e como faixa bônus na versão Target e japonesa de seu quarto álbum de estúdio The Element of Freedom (2009) e "Pray for Forgiveness" lançada como faixa bônus da versão deluxe de The Element Of Freedom.
"Place to Call My Own" estreou no IHeartRadio Music Festival 2011, com Keys dizendo "Eu estive no estúdio trabalhando em algumas músicas novas e achei que hoje seria a noite perfeita para tocar algo novo para vocês".  James Dinh, da MTV News, descreveu a música como "uma melodia inspirada no piano, sobre como criar coragem para superar lutas e encontrar a felicidade", enquanto a Rolling Stone a chamou de "balada forte e comovente" e "número urgente de tocar piano". 

## Faixas
| N.º            | Título                                       | Compositor(es)                                 | Produtor(es)                   | Duração |  |
| 1.             | "No One" (Acoustic)                          | Alicia Keys Kerry Brothers Jr. George M. Harry | Alicia Keys Kerry Brothers Jr. | 4:19    |  |
| 2.             | "Place to Call My Own" (AK Version)          | Keys                                           | Keys                           | 3:08    |  |
| 3.             | "If I Ain't Got You" (Piano & Vocal Version) | Keys                                           | Keys                           | 3:51    |  |
| 4.             | "Stolen Moments"                             | Keys Brothers Jr. L. Green Wah Wah Watson      | Keys Brothers Jr.              | 4:52    |  |
| 5.             | "Pray for Forgiveness"                       | Alicia Keys Linda Perry                        | Keys Brothers Jr.              | 4:44    |  |
| Duração total: | Duração total:                               | Duração total:                                 | Duração total:                 | 20:14   |  |

## Histórico de lançamento
| País  | Data               | Formato          | Gravadora       |
| ----- | ------------------ | ---------------- | --------------- |
| Mundo | 7 de Abril de 2017 | Download digital | Sony Music, RCA |
| Mundo | 7 de Abril de 2017 | Streaming        | Sony Music, RCA |